# Toyota Camry
Toyota Camry este cea mai populară mașină de la Toyota Motors Company în Statele Unite ale Americii.
Din anul 2005, este populară ca mașină de curse NASCAR, fiind dotată cu un motor V8 turboalimentat.